# Trigonoptera acuminata
Trigonoptera acuminata là một loài bọ cánh cứng trong họ Cerambycidae.